# Девладівська сільська рада
| Девладівська сільська рада — колишній орган місцевого самоврядування у Софіївському районі Дніпропетровської області з адміністративним центром у с-ще Девладове. Сільській раді були підпорядковані населені пункти: - с-ще Девладове - с. Веселе Поле - с. Водяне - с. Гончарове - с. Грушки - с. Зелений Гай |

## Склад ради
Рада складалася з 20 депутатів та голови.

## Керівний склад сільської ради
| ПІБ                     | Основні відомості                                                         | Дата обрання | Дата звільнення |
| ----------------------- | ------------------------------------------------------------------------- | ------------ | --------------- |
| Неліпа Олена Вікторівна | Сільський голова, 1955 року народження, освіта, позапартійна              | 26.03.2006   | 20.07.2009      |
| Неліпа Олена Вікторівна | Сільський голова, 1955 року народження, освіта, позапартійна              | 20.06.2010   | 31.10.2010      |
| Неліпа Олена Вікторівна | Сільський голова, 1955 року народження, освіта вища, член Партії регіонів | 31.10.2010   |                 |

Примітка: таблиця складена за даними джерела